# Zipper Interactive
La Zipper Interactive è stata un'azienda sviluppatrice di videogiochi fondata a Redmond, Washington, parte di Sony Computer Entertainment Worldwide Studios.
È stata fondata nel 1995 da Jim Bosler e Brian Soderberg. Ha creato diversi giochi tra cui la serie di videogiochi SOCOM creata in collaborazione con lo United States Naval Special Warfare Command e pubblicato da Sony Computer Entertainment in esclusiva per PlayStation 2.
Il 25 gennaio 2006, Sony ha annunciato di aver acquisito Zipper Interactive per aggiungerlo al suo gruppo di studi di sviluppo. La chiusura di Zipper Interactive è stata confermata da Sony Computer Entertainment il 30 marzo 2012.

## Videogiochi sviluppati
| Titolo                                    | Anno | Piattaforma          |
| ----------------------------------------- | ---- | -------------------- |
| DeathDrome                                | 1996 | Microsoft Windows    |
| Top Gun                                   | 1998 | Microsoft Windows    |
| Recoil                                    | 1999 | Microsoft Windows    |
| MechWarrior 3                             | 1999 | Microsoft Windows    |
| Crimson Skies                             | 2000 | Microsoft Windows    |
| SOCOM: U.S. Navy SEALs                    | 2002 | PlayStation 2        |
| SOCOM II: U.S. Navy SEALs                 | 2003 | PlayStation 2        |
| SOCOM 3: U.S. Navy SEALs                  | 2005 | PlayStation 2        |
| SOCOM: U.S. Navy SEALs Fireteam Bravo     | 2005 | PlayStation Portable |
| SOCOM: U.S. Navy SEALs Combined Assault   | 2006 | PlayStation 2        |
| SOCOM: U.S. Navy SEALs Fireteam Bravo 2   | 2006 | PlayStation Portable |
| SOCOM: Confrontation                      | 2008 | PlayStation 3        |
| SOCOM: U.S. Navy SEALs Fireteam Bravo 3   | 2010 | PlayStation Portable |
| MAG                                       | 2010 | PlayStation 3        |
| SOCOM 4: U.S. Navy SEALs - Forze Speciali | 2011 | PlayStation 3        |
| Unit 13                                   | 2012 | PlayStation Vita     |